# Fernando Álvares Albornoz
Fernando Álvares Albornoz (17 de janeiro de 1336 – 1378 ou 1380) foi bispo de Lisboa, arcebispo de Sevilha, jurista e organizador do Colégio de Espanha em Bolonha.

## Biografia
Filho ilegítimo de Fernando Gómez, irmão do cardeal Gil de Albornoz. Estudou Direito Canônico em Bolonha sob os ensinamentos de Paolo de Liazariis e Juan Andrés, obtendo seu doutorado em 7 de outubro de 1361. Foi professor do Decreto no Estudo Bolonhês de 1363 a 1369, eleito por ambas as universidades (ultramontana e citramontana).
Sabe-se que participou de exames e doutorados de inúmeros alunos. Entre eles, em 23 de junho de 1369, apresentou o exame de Direito Canônico a Álvaro Martínez, primeiro reitor do Colégio de Espanha de Bolonha, e em 4 de agosto de 1369, na cerimônia do doutoramento, presenteou-o com o livro.
Encomendado pelo Cardeal Gil de Albornoz, que o nomeou seu executor, e pelos demais executores, de 1364 a 1372 dirigiu a construção e organização do Colégio de Espanha em Bolonha (cujo arquitecto foi Mateo Gattapone da Gubio) e foi o autor principal dos Estatutos de 1377, que em termos gerais vigoraria até à segunda metade do século XIX. Durante a sua gestão à frente do Colégio comprou imóveis, vendeu códices de Direito Romano e adquiriu outros de Direito Canônico, preferindo a aquisição de grandes obras a pequenos tratados. Sua gestão (documentada no manuscrito da Catedral de Toledo) gerou reclamações entre os alunos, resolvidas por arbitragem em 1372.
Fernando Álvarez de Albornoz gozou de numerosos e importantes benefícios eclesiásticos em Castela por concessão papal graças à mediação de seu tio cardeal, sendo nomeado arquidiácono de Toledo em 1367 e, pouco depois, em 4 de junho de 1369, ainda subdiácono, promovido pelo Papa Urbano V para a sé episcopal de Lisboa, da qual foi bispo ausente. Em 7 de julho daquele ano, o Papa concedeu-lhe o direito de receber imediatamente as ordens de diácono e sacerdote, e foi ordenado sacerdote em 22 de setembro na capela do Colégio de São Clemente, em Bolonha, pelo bispo de Osma, Pedro Gómez Barroso y García. Finalmente, no dia 30 do mesmo mês foi consagrado bispo na igreja de Santo Domingo em Bolonha, pelo cardeal-bispo de Albano, Angelic de Grimoard.

Recebeu a nomeação de arcebispo da arquidiocese de Sevilha, em 9 de junho de 1371, sob o Papa Gregório XI. Porém, ainda permaneceu na Itália até setembro de 1372, como executor do testamento de seu tio cardeal, dedicado à implantação do Colégio de São Clemente de Bolonha. Finalmente, no dia 10 de setembro, regressou a Castela, acompanhando a transferência da Basílica de São Francisco, em Assis, para a Catedral de Toledo dos restos mortais de seu tio cardeal. Porém, três anos depois, em 1375, alguns autores o situam novamente na Itália. Após vários anos de posse da mitra sevilhana, da qual pouco se sabe sobre a sua gestão e grau de assiduidade ou absentismo nesta sede, faleceu entre 1378 e 1380, sendo sucedido neste último ano pelo arcebispo Pedro Gómez.